# Královská vojenská akademie v Sandhurstu

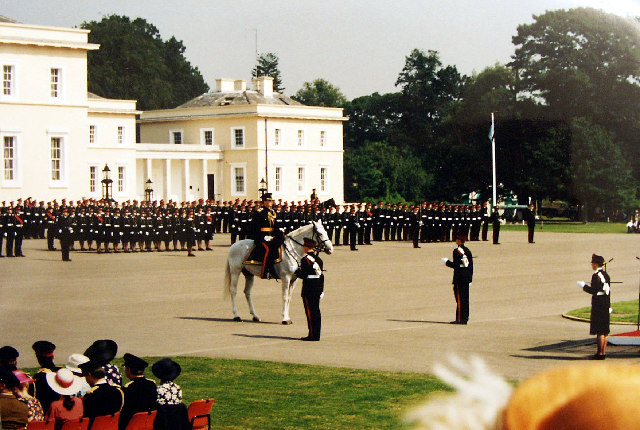
Přehlídka v královské vojenské akademii

Královská vojenská akademie v Sandhurstu (anglicky: Royal Military Academy Sandhurst, zkráceně RMAS), běžně též známá jen jako Sandhurst, je výcvikové centrum důstojníků Britské armády, nacházející se v Sandhurstu v hrabství Berkshire v Anglii. V Sandhurstu prochází výcvikem všichni britští armádní důstojníci, včetně příslušníků britské královské rodiny.
Vznikla v roce 1947 na místě bývalé Royal Military College (RMC) po sloučení Royal Military Academy ve Woolwichi (ta poskytovala v letech 1741 až 1939 výcvik důstojníkům z Royal Artillery a Royal Engineers) s Royal Military College (1801–1939) v Sandhurstu. Kromě mnoha jiných zde vystudoval třeba i korunní princ Spojených arabských emirátů, šejk Hamdán bin Muhammad Ál Maktúm nebo ománský sultán Kabús bin Saíd. Mottem akademie je heslo ‘Serve to Lead’.